# The History of The Hobbit
The History of The Hobbit (Die Entstehung von Der Hobbit) ist ein im Jahr 2007 von John D. Rateliff herausgegebenes Buch. Er hat die frühen Manuskripte des Schriftstellers und Philologen J. R. R. Tolkien, die dieser zu der Geschichte des Kleinen Hobbits verfasst hatte, in diesem Buch zusammengetragen und kommentiert. Das Buch erschien in den Vereinigten Staaten bei Houghton Mifflin in Boston und im Vereinigten Königreich bei HarperCollins in London.

## Hintergrund
Der Hobbit erschien am 21. September 1937, Rateliff beleuchtet die Entwicklung von den ersten Entwürfen bis hin zur ersten Ausgabe des Buches und den späteren Anpassungen. Einige der Charaktere und Ereignisse unterlagen einen deutlichen Wandel und weichen somit von der ursprünglichen Version ab, die Tolkien seinen Söhnen erzählte. Das Buch gibt erstmals Einblicke in diese ursprünglichen Versionen, die zudem einige unbekannte Illustrationen und zuvor nicht veröffentlichte Karten enthält. Es beinhaltet umfangreiche Anmerkungen und Kommentare aus der Zeit der Entstehung der Geschichte, zeigt auf, welchen Einfluss Tolkiens frühe mythologische Schriften zu Mittelerde auf den Inhalt oder die geografischen Beschreibungen nahmen, aber auch, wie Der Hobbit in den Jahren nach der Veröffentlichung an die Ereignisse in der Erzählung des Herrn der Ringe angepasst werden musste.
Rateliff untersuchte die Texte literaturwissenschaftlich, kommentierte jedes einzelne Kapitel und weist auf zeitgenössische oder historische Quellen hin, die Tolkien möglicherweise beeinflusst haben oder ihm als Inspiration dienten. Er präsentiert den vollständigen, unveröffentlichten Text des Originalmanuskripts von Tolkiens Hobbit mit eigenen Anmerkungen dazu wie das Buch entstand und weshalb vor und nach der Veröffentlichung Veränderungen erfolgten und wie sich Tolkiens immer größer werdendes Konzept von Mittelerde darin widerspiegelt.

## Teilbände
Der erste Teilband erzählt von den Abenteuern des Mr. Baggins (Bilbo Beutlin), die dieser auf seiner Reise bis zur Seestadt erlebte. Dort wird die ursprüngliche Konzeption der Begegnung des Hobbits mit dem Geschöpf Gollum erzählt. Das Buch enthält frühe Karten und später nicht verwendete Illustrationen.
Im zweiten Teilband folgt die Beschreibung der Ereignisse am Einsamen Berg bis zur Rückkehr des Hobbits in seinen Heimatort. Das Buch enthält auch eine handschriftliche Version des Briefes von „Thorin & Co. an Bilbo“, der in Tengwarschriftzeichen verfasst ist.

## Ausgaben
- J. R. R. Tolkien, John D. Rateliff: Mr. Baggins. The History of The Hobbit. Teil 1. HarperCollins, London 2007, ISBN 978-0-00-723555-1.
- J. R. R. Tolkien, John D. Rateliff: Return to Bag-End. The History of The Hobbit. Teil 2. HarperCollins, London 2007, ISBN 978-0-00-725066-0.
- J. R. R. Tolkien, John D. Rateliff: The History of The Hobbit. Teil 1 und 2. Houghton Mifflin, Boston 2007, ISBN 978-0-618-96847-3 (Inklusive Der Hobbit).
- J. R. R. Tolkien, John D. Rateliff: The History of The Hobbit. HarperCollins, London 2011 (co.uk).
- J. R. R. Tolkien, John D. Rateliff: A Brief History of The hobbit. HarperCollins, London 2015, ISBN 978-0-00-755725-7 (Nachdruck beider Teilbände in gekürzter Fassung).